# Еова (король Мерсії)
Еова (давн-англ. Eowa, Eawa; ? — 642) — король Мерсії у 635—642 роках.

## Життєпис
Походив з династії Ікелінгів. Син Пібби, короля Мерсії. Про дату народження нічого невідомо. У 635 році (за іншою версією 626 року) став співкоролем свого брата Пенди. Основні відомості про Еову містяться в «Історії бриттів» (Historia Brittonum) та Анналах Камбрії (Annales Cambriae). Висувається версія, що Еова володарював у північній Мерсії, а Пенда — у південній.
У 642 році в межі Мерсії вдерся Освальд, король Нортумбрії, проти якого виступили спільно Еова разом з Пендою. У вирішальній битві при Мерсефілді мерсійське військо здобуло повну перемогу, внаслідок чого загинув Освальд. Втім також загинув король Еова. Уся влада перейшла Пенді.

## Родина
- Алвео
- Осмод